# سقوط ينبع
معركة ينبع (بالتركية:Yenbu Muharebesi)، كانت أول مواجهة بين قوات الدولة السعودية الأولى بقيادة الشريف ابن جبارة والقوات العثمانية بقيادة طوسون باشا، جرت الاشتباكات من غير خسائر تذكر في الأرواح، حيث قُدر وصول الجيش العثماني إلى ينبع على شكل مفاجئ بحوالي عشرة آلاف مقاتل، بينما الحامية السعودية لم تتجاوز ثلاثمائة مقاتل. وكانت ينبع أول مدينة سعودية تستسلم عام 1811م.